# California Technical Bulletin 117
Das California Technical Bulletin 117 (TB 117) ist ein kalifornisches Gesetz, welches Brandschutzvorschriften bezüglich der Entflammbarkeit von Polstermöbeln enthält. Ihm zufolge muss Schaumstoff 12 Sekunden lang einer kleinen offenen Flamme standhalten.
Das Gesetz wurde im Jahr 1975 in Kraft gesetzt. De facto wurde es nicht nur in Kalifornien, sondern in den gesamten Vereinigten Staaten angewandt.
Im Jahr 2013 gab es eine Neufassung mit dem Namen Technical Bulletin 117-2013. TB 117-2013 ist ein Schwelbrandtest für Einheiten aus Stoff, Schaumstoff, optionaler Einlage und Bezugsmaterialien. Die Schwelbrandquelle wird auf den Bezugsstoff aufgebracht, wo Brände entstehen, und nicht auf die Schaumstofffüllung.
Damit wurden insbesondere die Vorschriften bei Möbeln gelockert, so dass Flammschutzmittel oft nicht mehr notwendig sind.